# Nicholas Evans (Autor)
Nicholas Evans (* 26. Juli 1950 in Bromsgrove, Worcestershire, England; † 9. August 2022) war ein britischer Journalist und Schriftsteller, der mit dem Roman Der Pferdeflüsterer einen internationalen Bestseller schrieb.

## Leben
Evans lebte eine Zeitlang in Afrika und studierte dann Journalismus an der Universität Oxford. Seine journalistische Karriere begann er beim Evening Chronicle in Newcastle upon Tyne. Anschließend wechselte er zum Fernsehen, wo er zunächst Filme für die Sendung Weekend World produzierte. Ab 1982 widmete er sich Kunstdokumentationen. Er schuf Porträtfilme unter anderem über David Hockney und Patricia Highsmith.  Zuletzt lebte er mit seiner Familie in Devon.
Sein 1995 publizierter Roman Der Pferdeflüsterer wurde in über 40 Sprachen übersetzt und wurde 1998 von Robert Redford verfilmt. Redford spielte auch die Titelrolle im Film.
Im September 2008 zogen sich Evans und seine Frau durch den Genuss eines Pilzgerichts mit Spitzgebuckelten Rauköpfen schwere Vergiftungen zu. Als Spätfolge wurde ihm 2011 eine Niere seiner Tochter transplantiert.
Nicholas Evans starb im August 2022 an den Folgen eines Herzinfarkts. Er hinterlässt seine Frau und vier Kinder.

## Romane
- 1995 The Horse Whisperer
  - Der Pferdeflüsterer, dt. von Bernhard Robben; Bertelsmann, München 1995, ISBN 3-570-12194-1. (Platz 1 der Spiegel-Bestsellerliste vom 5. Februar bis zum 9. Juni 1996, 1998 verfilmt von und mit Robert Redford).
- 1998 The Loop
  - Im Kreis des Wolfs, dt. von Robin Seals; Bertelsmann, München 1998, ISBN 3-570-12296-4.
- 2001 The Smoke Jumper
  - Feuerspringer, dt. von Kristian Lutze; Bertelsmann, München 2002, ISBN 3-570-00319-1.
- 2005 The Divide
  - Wenn der Himmel sich teilt, dt. von Werner Löcher-Lawrence; Bertelsmann, München 2007, ISBN 978-3-570-00320-6.
- 2010 The Brave
  - Die wir am meisten lieben, dt. von Susanne Schädlich; Rütten & Loening, Berlin 2011, ISBN 978-3-352-00815-3.